# Гуркі-Нотецькі
Гуркі-Нотецькі (пол. Górki Noteckie) — село в Польщі, у гміні Звежин Стшелецько-Дрезденецького повіту Любуського воєводства.
Населення — 983 особи (2011).
У 1975-1998 роках село належало до Гожовського воєводства.

## Демографія
Демографічна структура станом на 31 березня 2011 року:
|          | Загалом | Допрацездатний вік | Працездатний вік | Постпрацездатний вік |
| -------- | ------- | ------------------ | ---------------- | -------------------- |
| Чоловіки | 469     | 82                 | 345              | 42                   |
| Жінки    | 514     | 110                | 303              | 101                  |
| Разом    | 983     | 192                | 648              | 143                  |